# Alfreð Gíslason
Alfreð Gíslason (ur. 7 września 1959 w Akureyri) – islandzki piłkarz ręczny, wielokrotny reprezentant kraju, grał jako lewy rozgrywający. Obecnie trener reprezentacji Niemiec w piłce ręcznej mężczyzn

## Sukcesy

### zawodnicze
- Mistrzostwo Niemiec:
  -  1986, 1987
- Puchar Króla:
  -  1991

### trenerskie
- Mistrzostwo Niemiec:
  -  2001, 2009, 2010
- Puchar Niemiec:
  -  2009
- Superpuchar Niemiec:
  -  2001, 2008
- Puchar EHF:
  -  2001
- Liga Mistrzów:
  -  2002, 2010
  -  2009

## Wyróżnienia
- 2001, 2009: Trener roku w Bundeslidze

## Odznaczenia
- Krzyż Kawalerski Orderu Sokoła Islandzkiego (Islandia, 2014)[1]